# Iglesia Presbiteriana Adams Grove
La Iglesia Presbiteriana Adams Grove es una iglesia histórica ubicada en la zona rural del condado de Dallas, Alabama cerca de la comunidad de Sardis.

## Historia
La iglesia de estilo neogriego fue construida en 1853, presenta un pórtico tipo distyle-in-antis con columnas cajón. Ya no se usa activamente por una congregación religiosa, el edificio ahora es de propiedad privada. Fue incluido en el Registro Nacional de Lugares Históricos el 5 de junio de 1986.